# Mark Brzezicki
Mark Brzezicki (Slough, 21 giugno 1957) è un batterista e compositore britannico di origini rumene, conosciuto prevalentemente come componente della band solista di Fish, ex cantante dei Marillion, nonché  come membro delle band Big Country, Ultravox e Procol Harum.

## Biografia
nato in Scozia da genitori rumeni (ha la doppia cittadinanza), attivo sin dal 1977, fu fondatore nel 1979 della band On the Air, con Simon Townshend, mentre la sua prima partecipazione di rilievo come turnista fu nel 1980, nell'album Empty Glass di Pete Townshend.
Si unì poi ai Big Country e pubblicarono il loro album di debutto The Crossing nel 1983.
Negli album All the Best Cowboys Have Chinese Eyes (1982) e White City: A Novel (1985) di Pete Townshend, dove egli partecipa, ci sono riferimenti scherzosi all'ortografia del cognome di Brzezicki. Negli anni 1980 e 1990 ha inoltre collaborato con artisti quali Roger Daltrey, Howard Jones e Steve Harley, nonché è entrato nella band di Fish, celebre cantante rock progressivo, mentre nel 1993 si è unito ai Procol Harum, ed ha fatto parte per un breve periodo anche degli Asia.
Nel 2004, Brzezicki ha fondato una nuova band, i Casbah Club, con Bruce Foxton e Simon Townshend.
Dal 2009 al 2010 è tornato nei The Cult, band della quale aveva già fatto parte dal 1985 al 1986.

## Discografia

### Solista
- 2000 - Scraps

### Ultravox
- 1986 - U-Vox

### Procol Harum
- 1995 - The Long Goodbye

### Big Country
- 1983 - The Crossing
- 1984 - Steeltown
- 1986 - The Seer
- 1999 - Driving to Damascus

### Fish
- 1990 – Vigil in a Wilderness of Mirrors
- 1991 – Internal Exile
- 1993 – Songs from the Mirror
- 2003 – Field of Crows

### Collaborazioni (parziale)
- 1982 - All the Best Cowboys Have Chinese Eyes - Pete Townshend
- 1984 - Sweet Sound - Simon Townshend
- 1985 - The Gift - Midge Ure
- 1985 - Under a Raging Moon - Roger Daltrey
- 1988 - Answers to Nothing - Midge Ure
- 1992 - in The Running - Howard Jones
- 1993 - Body and Soul (Rick Nowels, Eileen Shipley) - Rick Astley
- 1996 - Prime Time People - Buzztonics
- 1997 - Fall of My Dreams - Slavek Hanslik
- 1998 - Within Our House - Gary Brooker
- 2000 - A Place to Stand - The Killdares
- 2001 - Face to Face - Standard and Practices
- 2014 - face the Music - Nils Lofgren
- 2022 - Exteded Version - Nik Kershaw